# Maria Wachowiak
Maria Wachowiak (auch Maria Wachowiak-Holoubek, im deutschsprachigen Raum Maria Wachowiak-Holonbeck) (* 5. August 1938 in Warschau; † 19. April 2019 in München) war eine polnische Schauspielerin und Regisseurin.

## Leben
Nach dem Abitur absolvierte sie von 1956 bis 1960 ein Schauspielstudium. Von 1970 bis 1974 studierte sie Regie an der Theaterakademie in Warschau. Wachowiak wirkte in zahlreichen Fernsehfilmen und Theaterstücken in Polen mit. Zudem war sie Dozentin an einer Schauspielschule.
Sie war zeitweise mit dem Schauspieler und Regisseur Gustaw Holoubek verheiratet und hatte mit ihm eine Tochter.
Im Jahr 1982 übersiedelte sie in die Bundesrepublik Deutschland. Von 1983 bis 1994 war sie als Regisseurin des Hörfunksenders Radio Free Europe tätig. Im deutschen Fernsehen wurde Wachowiak vor allem durch die Fernsehserie Lindenstraße bekannt, in der sie von Dezember 1993 (Folge 418) bis April 1999 (Folge 696) die Rolle der „Wanda Winicki“ verkörperte.

## Filmografie (Auswahl)
- 1957: Das wahre Ende des großen Krieges (Prawdziwy koniec wielkiej wojny)
- 1960: Die Schöne aus der Hauptstadt (Szklana góra)
- 1962: Um 7 Uhr im Café 'Märchen' (Spotkanie w 'Bajce')
- 1963: Die Passagierin (Pasażerka)
- 1964: Menschenjagd (Naganiacz)
- 1967: Wo ist der dritte König? (Gdzie jest trzeci król)
- 1977: Probeaufnahmen (Zdjecia próbne)
- 1988: Land der Väter, Land der Söhne
- 1993–1999: Lindenstraße (Fernsehserie)
- 1983: Heimat, die ich meine
- 1988: Land der Väter, Land der Söhne